# 川鼩屬
川鼩屬（學名：Blarinella）也称黑齿鼩鼱属、短尾鼩鼱属，哺乳綱食蟲目鼩鼱科的一屬。

## 分類
本属分类存在争议，有一种三亚种或三独立物种两种说法，目前大部分资料支持本属有如下三个独立物种：
- 滇緬短尾鼩 Blarinella wardi
- 川鼩 Blarinella quadraticauda
- 格里塞爾達鼩 Blarinella griselda

中国学者通过系统分类学研究表明，滇緬短尾鼩（Blarinella wardi）为单系，确定为独立物种，但是川鼩（Blarinella quadraticauda）和格里塞爾達鼩（Blarinella griselda）却很难区分。2018年，中国科学院昆明动物研究所的研究人员发表文章称，格里塞爾達鼩（淡灰黑齿鼩鼱）包含两个差异极大的进化支系，其中一支与川鼩构成姐妹群关系，而仅分布于模式产地附近（甘肃南部和陕西南部）的另一支系早在中新世中期已经分化，虽然该支系通过形态测量学无法与川鼩属（黑齿鼩鼱属）区分，但二者在牙齿构造上有明显的差异。基于上述证据将格里塞爾達鼩（淡灰黑齿鼩鼱）划归一个新属－豹鼩属（Pantherina）。